# San Lazzaro (Pavia)

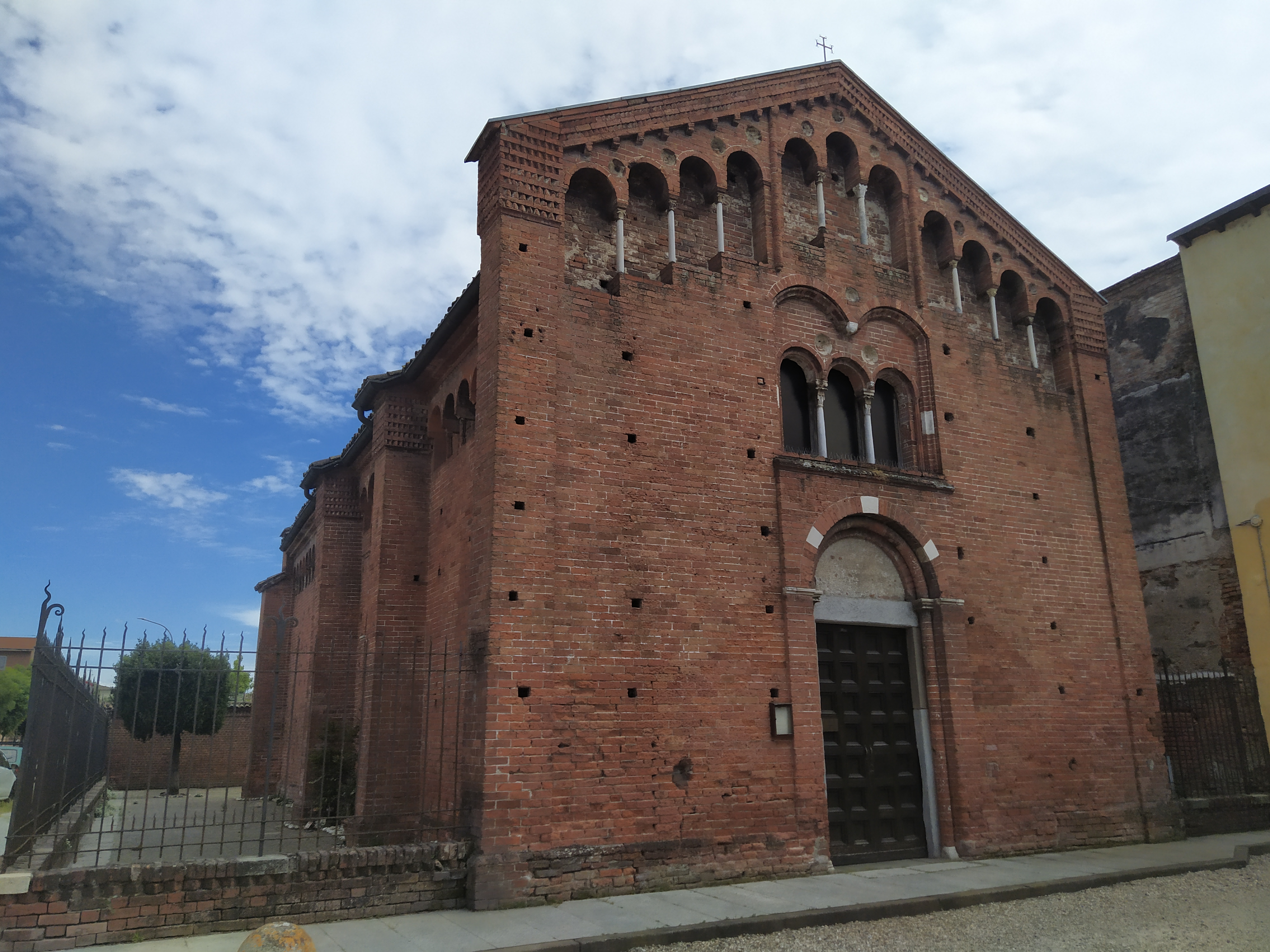
Pavia, San Lazzaro

Die römisch-katholische Kirche San Lazzaro befindet sich in den östlichen Vororten von Pavia. Sie wurde im 12. Jahrhundert entlang der Via Francigena erbaut und war mit einem Hospital ausgestattet, das der Versorgung von Pilgern und Leprakranken diente.

## Geschichte
In dem Gebiet, in dem die Kirche steht, wurden im 19. Jahrhundert einige Funde aus der römischen Zeit entdeckt, darunter ein Granitaltar, der Jupiter geweiht ist und aus dem 2. Jahrhundert n. Chr. stammt. Dieser wird heute im Priesterseminar von Pavia aufbewahrt.
Die Kirche wird erstmals in einem Dokument aus dem Jahr 1157 erwähnt, in dem der Adlige Gislenzone Salimbene zusammen mit seinen Söhnen Siro und Malastrava große Ländereien der Kirche und dem nahegelegenen Hospital schenkte. Das Gebäude lag entlang der Via Francigena und diente dazu, Pilger, die auf dem Weg nach oder von Rom waren, zu unterstützen.
Im Jahr 1216 legte der Bischof von Pavia, Folco Scotti, die Statuten des Hospitals fest, während Gian Galeazzo Visconti der Institution 1376 Privilegien und Immunitäten gewährte. Weitere Privilegien wurden durch Bullen der Päpste Martin V. im Jahr 1426 und Paul II. im Jahr 1466 verliehen.
Die pastorale Visitation von 1460 belegt, dass das Hospital nur 4 Betten hatte, von denen zwei für Leprakranke reserviert waren.
Während der Belagerung und der anschließenden Schlacht bei Pavia im Jahr 1525 wurde das Gebäude von den Truppen von Franz I., König von Frankreich, besetzt und erlitt erhebliche Schäden. 1565 wurde das Krankenhaus von Papst Pius IV. zum Lazarus-Orden erhoben. Der erste Kommandeur war Giuseppe Salimbene, und einige Jahre später, 1572, wurde der Orden mit dem Orden des Heiligen Mauritius vereint, was zur Entstehung des Orden der Heiligen Mauritius und Lazarus führte. Kurz darauf wurde die Kirche 1571 zur Pfarrei erhoben, aber 1581 ließ Bischof Ippolito de’ Rossi die Pfarrei aufheben und mit der von San Pietro in Verzolo vereinigen, zu der sie bis heute gehört.

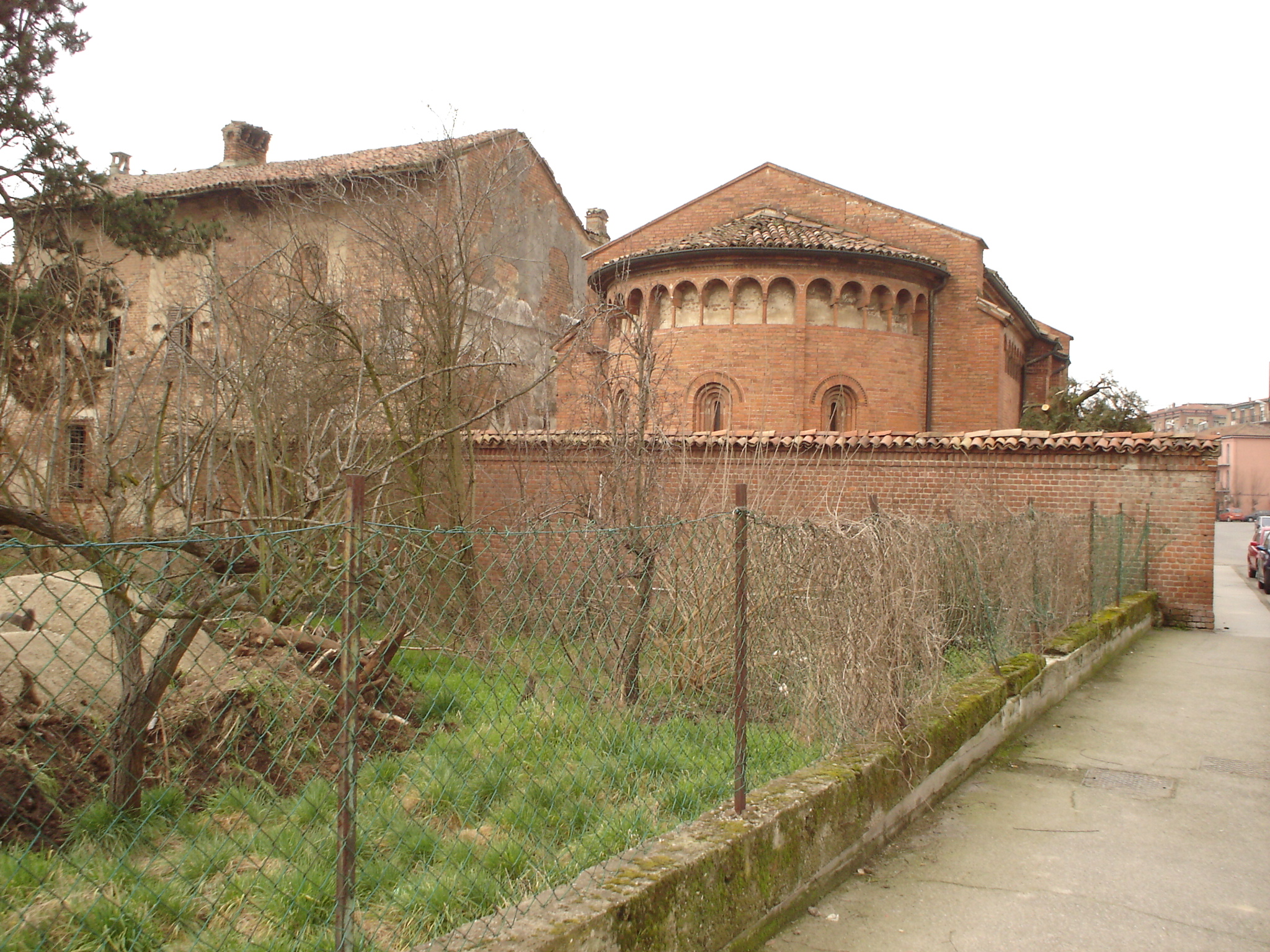
Die Apsis der Kirche.
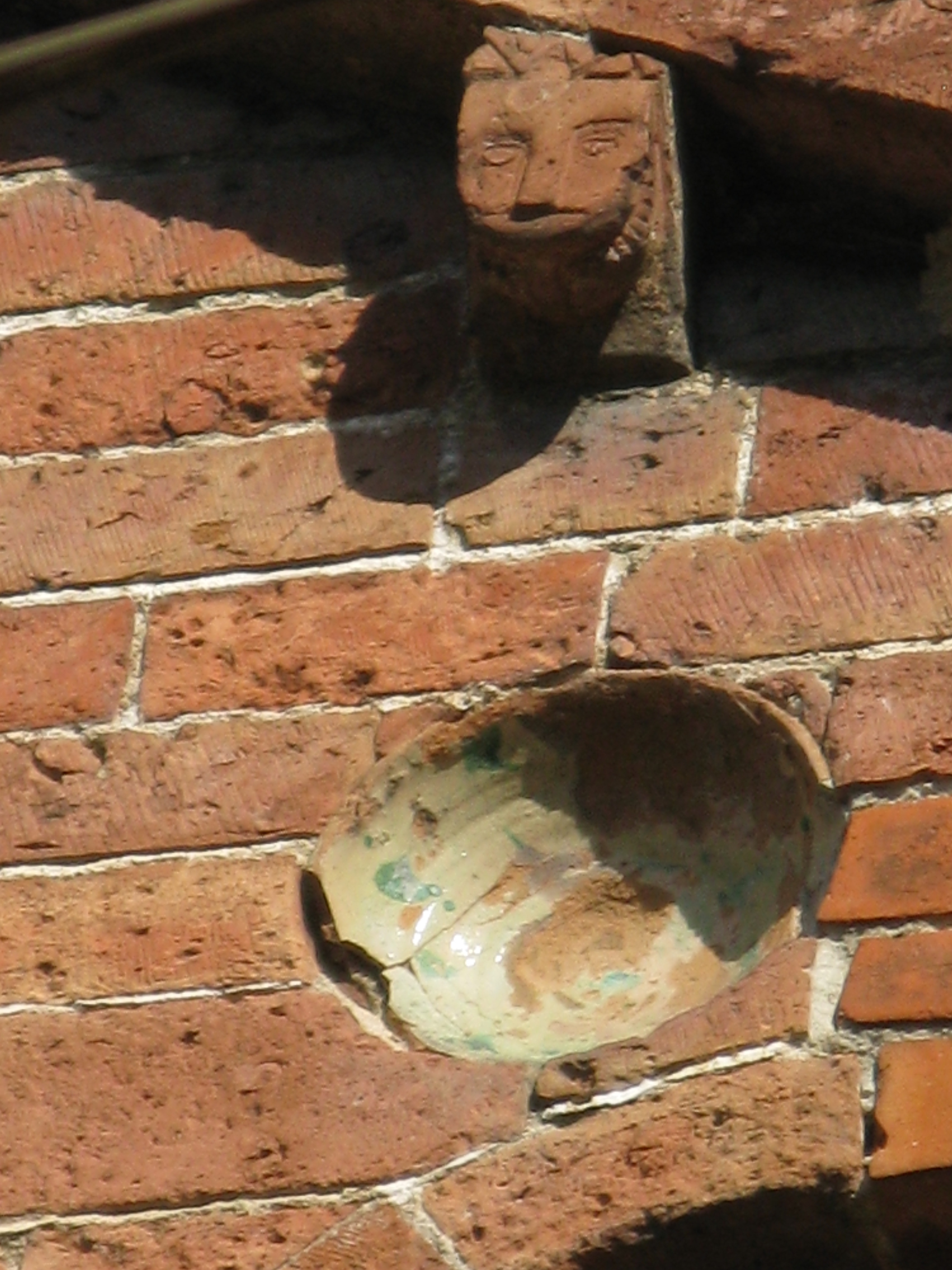
Eine der byzantinischen Keramikplatten, Anfang des 13. Jahrhunderts.
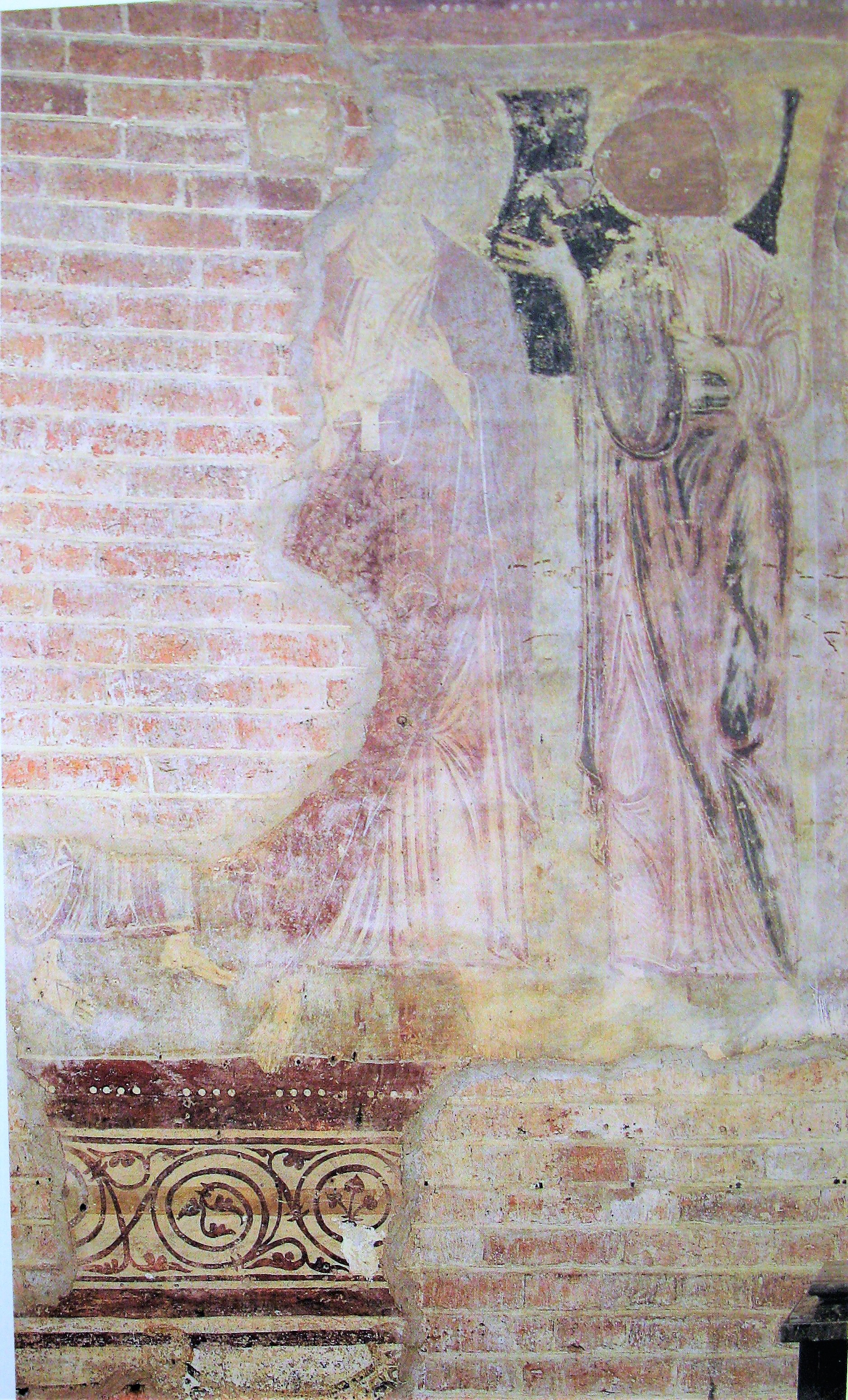
Detail der Fresken in der Apsis, erste Jahrzehnte des 13. Jahrhunderts.
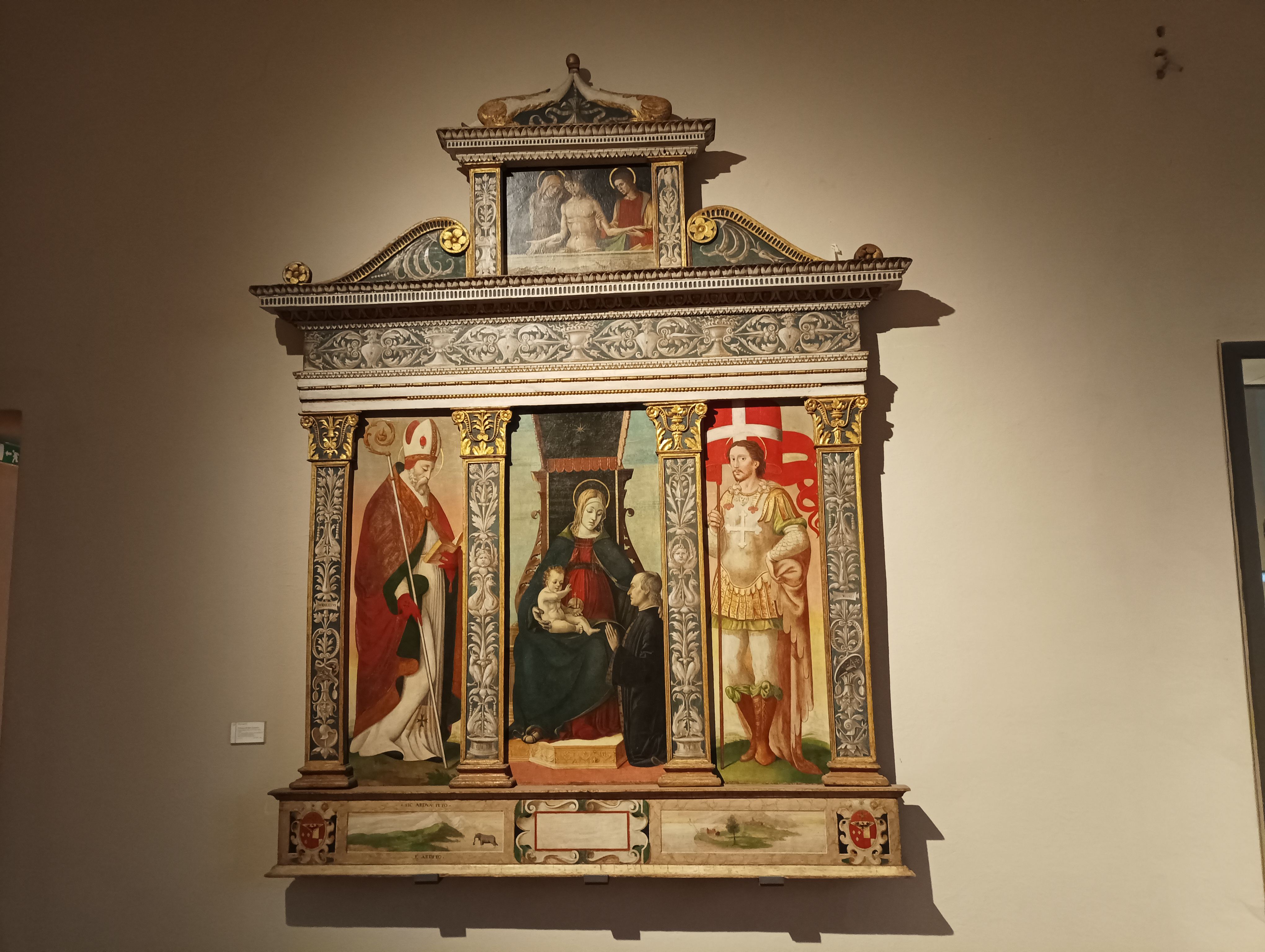
Triptychon von San Lazzaro, 1576, Musei civici di Pavia.

## Bauwerk
Die Saalkirche ist aus Ziegelmauerwerk errichtet und ist mit ihrer am Giebel der Frontseite aufsteigenden Zwerggalerie ein typisches Beispiel der lombardischen Romanik. Die Fassade ist, wie viele andere Gebäude in Pavia, mit einer blinden Loggia und byzantinischen Keramiktellern aus dem 13. Jahrhundert bereichert, während einige Kapitelle des
Triforienfensters über dem Portal aus der karolingischen Zeit stammen. Die blinde Loggienverzierung, die von kleinen Säulen getragen wird, verläuft auch entlang der Nordseite der Kirche, wo sich ein zweites Portal befindet. Im Inneren, insbesondere im Bereich der Apsis, befinden sich Fragmente von Fresken, die auf die erste Hälfte des 13. Jahrhunderts datiert werden. Das ziegelgedeckte Dach hat einen hölzernen Dachstuhl, der teilweise während der Restaurierungsarbeiten im Jahr 1932 ersetzt wurden.
Das ursprüngliche Altarbild, ein Triptychon von 1576 (245 cm hoch und 195 cm breit) mit einer thronenden Madonna mit Kind im Zentrum und Darstellungen der Heiligen Lazarus als Bischof und Mauritius in Rüstung und mit einem Banner in der Hand, befindet sich heute in den
Musei Civici del Castello Visconteo in Pavia.